# Бадді Річ
Бернард «Бадді» Річ (30 вересня 1917 — 2 квітня 1987) — американський музикант, композитор джазовий барабанщик.

## Біографія
У списку найвпливовіших барабанщиків всіх часів, створеним журналом «Rhytm Magazine», Бадді Річ займає першу позицію.
Кар'єру професійного музиканта почав у 1937 році, граючи в різних оркестрах, найвідоміший з яких Френка Сінатри. У 1944 році покинув колектив Сінатри з метою створення власного бенду, однак це вдалося йому тільки в 1966 році. Весь подальший час Бадді Річ працював як у складі власного бенду, так і як сесійний музикант з таким відомими музикантами як Елла Фіцджеральд, Френк Сінатра, Луі Армстронг, Каунт Бейси, Майлс Дейвіс, Діззі Гіллеспі, Нет Кінг Коул, Дюк Еллінгтон, Оскар Пітерсон, Чарлі Паркер, Стен Ґєтц.
В 1959—1960 роках Бадді Річ, перенісши інфаркт був змушений виступати як вокаліст.
2 березня 1987, у віці 69 років, від інфаркту після операції на злоякісну пухлину мозку Бадді Річ помирає. Похований в Westwood Village Memorial Park Cemetery у Лос-Анджелесі.

## Дискографія

### Студійні альбоми і живі записи
| - 1953: The Flip Phillips Buddy Rich Trio (Clef Records) - 1954: The Swinging Buddy Rich (Norgran Records) - 1955: Sing and Swing with Buddy Rich (Norgran) - 1955: Buddy and Sweets (Norgran) - 1955: The Lester Young Buddy Rich Trio (Norgran) - 1955: The Wailing Buddy Rich (Norgran) - 1955: Krupa and Rich (Clef) — with Gene Krupa - 1955: The Lionel Hampton Art Tatum Buddy Rich Trio (Clef) - 1956: Buddy Rich Sings Johnny Mercer (Verve Records) - 1956: This One's for Basie (Verve) — re-issued 1967 as Big Band Shout - 1957: Buddy Rich Just Sings (Verve) - 1958: Buddy Rich in Miami (Verve) - 1959: Richcraft (Mercury Records) — also The Rich Rebellion (Wing) - 1959: Rich versus Roach (Mercury) — with Max Roach - 1959: The Voice is Rich (Mercury) - 1960: The Driver (EmArcy Records) - 1961: Playtime (Argo Records) - 1961: Blues Caravan (Verve) - 1962: Burnin' Beat (Verve) — with Gene Krupa - 1965: Are You Ready for This? (Roost) — with Louie Bellson - 1966: Swingin' New Big Band (Pacific Jazz Records/Blue Note Records) - 1966: The Sounds of '66 (Reprise Records) — Live, with Sammy Davis, Jr. - 1967: Big Swing Face (Pacific Jazz) — Live - 1967: The New One! (Pacific Jazz) — aka Take it Away - 1968: Rich à la Rakha (World Pacific) — with Alla Rakha - 1968: Mercy, Mercy (Pacific Jazz) — Live - 1969: Buddy & Soul (Pacific Jazz) — Live - 1970: Keep the Customer Satisfied (Liberty Records) — Live - 1971: A Different Drummer (RCA Records) - 1971: Rich in London (RCA) — expanded UK release = Buddy Rich: Very Alive at Ronnie Scott's (RCA (UK)) — Live - 1972: Stick It (RCA) | - 1973: The Roar of '74 (Groove Merchant Records) - 1974: Very Live at Buddy's Place (Groove Merchant) — Live - 1974: Transition (Groove Merchant) — with Lionel Hampton - 1974: The Last Blues Album, Vol. 1 (Groove Merchant) - 1975: Big Band Machine (Groove Merchant) - 1976: Speak No Evil (RCA) - 1977: Buddy Rich Plays and Plays and Plays (RCA) - 1977: Lionel Hampton Presents Buddy Rich (Who's Who In Jazz) — aka Buddy's Cherokee… also released as The Sound of Jazz, Vol 10 - 1977: Class of '78 (The Great American Gramophone Company) — also released as The Greatest Drummer That Ever Lived with The Best Band I Ever Had - 1978: Together Again: For the First Time (Gryphon/Century) — aka When I Found You (with Mel Tormé) - 1980: Live at Ronnie Scott's (DRG) — Live. aka The Man from Planet Jazz - 1981: The Buddy Rich Band (MCA) - 1983: Rich and Famous (Amway) — aka The Magic of Buddy Rich, aka Buddy Rich — The Man - 1985: Mr. Drums: …Live on King Street (Cafe) — «Live» in-studio concert recording. Also released on (2 separate) video discs - 1993: Europe '77 (Magic) - 2001: Wham! The Buddy Rich Big Band Live (Label M) - 2004: No Funny Hats (Lightyear) - 1960: The Drum Battle (Gene Krupa and Buddy Rich at JATP) (Verve) - 196?: The Best of Buddy Rich (Pacific Jazz) - 1969: Super Rich (Verve) - 1971: Time Being (Bluebird/RCA) - 1987: Compact Jazz: Buddy Rich (Verve) - 1990: Compact Jazz: Gene Krupa & Buddy Rich (Verve) - 1992: No Jive (Novus) - 1998: Buddy Rich: The Legendary '47-'48 Orchestra Vol. 1 (Hep Records) - 1998: Buddy Rich: The Legendary '46-'48 Orchestra Vol. 2 (Hep) - 2005: Classic EmArcy, Verve, Small Group Buddy Rich Sessions (Mosaic Records No. 232) — 7 CD колекційне видання |